# Mircea Geoană
Mircea Dan Geoană (Bucarest, 14 de julio de 1958) es un político rumano que ocupó el cargo de vicesecretario general de la OTAN de 2019 a 2024.
Fue ministro de Asuntos Exteriores del gobierno de Adrian Năstase de 2000 a 2004 y presidente del Senado de 2008 a 2011. Como líder del Partido Socialdemócrata (PSD), se presentó a las elecciones presidenciales de 2009, pero fue derrotado por poco por el presidente saliente de centro-derecha, Traian Băsescu.

## Biografía
Se graduó en 1983 en la Facultad de Ingeniería Mecánica del Instituto Politécnico de Bucarest. Luego trabajó durante varios años en el sector de la energía en Bucarest y Giurgiu. En 1987, ingresó en la Facultad de Derecho de Bucarest.
Su padre, el general Ioan Geoană (1928-2009), que tenía el control de los ferrocarriles subterráneos de Bucarest, apoyó el derrocamiento de Ceaușescu durante la revolución rumana de 1989 y el ascenso al poder de Ion Iliescu. Esta controvertida revolución permitió que la antigua nomenklatura comunista, de la que forma parte la familia Geoană, permaneciera en el poder.
Doctor en Economía, ingeniero y abogado, Mircea Geoană también cursó estudios en la Escuela Nacional de Administración francesa, de la que se graduó en 1992, y realizó cursos de gestión en la Escuela de Negocios Harvard.
Mircea Geoană experimentó un rápido ascenso dentro del Partido Socialdemócrata (PSD), el antiguo Partido Comunista. En 1996, a la edad de 37 años, fue nombrado embajador de Rumania en los Estados Unidos, convirtiéndose en el embajador más joven del país. Unos meses más tarde, cuando Ion Iliescu y el Partido Socialdemócrata acababan de perder las elecciones frente a la oposición anticomunista, Mircea Geoană escribió desde Washington al nuevo presidente rumano, Emil Constantinescu, felicitándole por haber derrotado a Iliescu, a quien describió como el «cáncer de la democracia rumana».
De diciembre de 2000 a diciembre de 2004, fue ministro de Asuntos Exteriores de Rumania y, en calidad de tal, presidente en ejercicio de la OSCE en 2001. Fue uno de los firmantes de la Constitución para Europa, como representante de un país candidato.
En 2005, asumió la presidencia del Partido Socialdemócrata de manos de Ion Iliescu, ganando por 964 votos contra 530, tras largas negociaciones entre bastidores y una feroz lucha entre los dos hombres (Iliescu incluso llamó a su oponente «pequeño capullo» delante de los congresistas del partido). El 10 de diciembre de 2006 fue reelegido presidente de su partido en el congreso del PSD, contra Sorin Oprescu, con su programa «Rumania social».
En 2005, fue elegido senador y presidente del Comité de Asuntos Exteriores del Senado. En diciembre de 2008, se convirtió en el presidente de la Asamblea y, por lo tanto, en la segunda autoridad del Estado.
Mircea Geoană se presentó a las elecciones presidenciales de noviembre de 2009 contra Traian Băsescu, presidente desde 2004. En la primera vuelta, Mircea Geoană quedó en segundo lugar con el 31,5 % de los votos. Durante el debate entre las dos rondas fue acusado por el presidente saliente de haberse reunido la noche anterior con Sorin Ovidiu Vântu, un controvertido empresario y propietario de un grupo de medios de comunicación; Mircea Geoană reconoció este encuentro, que luego sería considerado un gran error de campaña. Aunque las encuestas a pie de urna le daban ganador, y que incluso llegó a proclamar su victoria, fue finalmente Traian Băsescu quien ganó con el 50,3 % de los votos.
En 2010, unos meses después de haber sido reemplazado a la cabeza del PSD por Victor Ponta, Mircea Geoană fue suspendido del partido después de hacer declaraciones sobre este último, y luego destituido de su cargo como presidente del Senado en noviembre de 2011. Siguió como senador independiente y fue readmitido en el PSD al año siguiente.
El 16 de octubre de 2019 Mircea Geoană fue nombrando vicesecretario general de la OTAN, reemplazando a la estadounidense Rose Gottemoeller.